# Reimagine
Reimagine (stilizzato reimagine) è il secondo EP del gruppo musicale australiano Hands Like Houses, pubblicato il 16 settembre 2014 dalla Rise Records.
Consiste in 5 tracce tratte dal precedente album della band Unimagine suonate in una nuova versione semi acustica.

## Tracce
Testi e musiche degli Hands Like Houses, eccetto dove indicato.
1. recollect (Shapeshifters) – 3:31
2. revive (Introduced Species) – 4:09 (Hands Like Houses, Erik Ron)
3. rediscover (No Parallels) – 3:39
4. release (A Tale of Outer Suburbia) – 4:39
5. reflect (Developments) – 4:16 (Hands Like Houses, Erik Ron)

## Formazione
- Trenton Woodley – voce
- Matt "Coops" Cooper – chitarra elettrica, chitarra acustica
- Alexander Pearson – chitarra acustica
- Joel Tyrrell – basso
- Jamal Sabet – tastiera
- Matt Parkitney – batteria, percussioni

## Classifiche
| Classifica (2014)         | Posizione massima |
| ------------------------- | ----------------- |
| Stati Uniti               | 109               |
| Stati Uniti (independent) | 23                |
| Stati Uniti (alternative) | 20                |
| Stati Uniti (rock)        | 34                |